# زندگی مرد عاشق‌پیشه
زندگی مرد عاشق‌پیشه (به ژاپنی: 好色一代男 こうしょくいちだいおとこ) کتابی است نوشتهٔ ایهارا سایکاکو که در سال ۱۶۸۲ میلادی در دوره ادو در اوساکا منتشر شد. این کتاب اولین اثر در سبک اوکی‌یو-زوشی محسوب می‌شود. در این اثر محله‌های تفریحی که در دهه‌های ۱۶۴۰ و ۱۶۵۰ محبوب بودند به تصویر کشیده شده و از فحشا انتقاد شده‌است.